# سوءنیت قبلی
سوءنیت قبلی از اصطلاحات علم حقوق است که به ارتکاب جرمی از پیش اندیشیده و عمدی اشاره دارد. در حقوق به آن، جرمِ به اسبق تصمیم نیز می‌گویند.
برخی بزهکاران با سوءنیت قبلی و آگاهی از جرم و مجازات دست به ارتکاب جرم می‌زنند. شماری از این افراد از کرده خود پشیمان نیستند و اگر آزاد شوند دو بار مرتکب خلاف خواهند شد.
قاتل یا می‌بایست عمد و سوء نیت قبلی بر قتل داشته باشد یا عملی را عمدآ انجام دهد که نوعآ کشنده باشد حتی قصد قتل نداشته باشد یا نسبت به طرف نوعآ کشنده باشد.
در زمینه مالی، برای نمونه اگر معلوم شود که کسی با سوء نیت قبلی قصد کرده‌است که بدهی خویش را به طلبکار نپردازد می‌توان او را از جنبه جزایی تحت پیگرد قرار داد.